# Morar (Fluss)
Der Morar ist ein Fluss in den schottischen Highlands. Er liegt in der Council Area Highland unmittelbar neben der Ortschaft Morar.
Der Fluss Morar ist mit einer Länge von knapp einem Kilometer sehr kurz. Er entwässert Loch Morar in die nahe gelegenen Hebridensee. Im Fluss befinden sich mehrere Stromschnellen und ein Laufwasserkraftwerk. Im Unterlauf fließt das Wasser durch die Bucht von Morar und bildet dort die Silver Sands of Morar. Dies ist ein leicht silbrig glänzender, bei Touristen sehr beliebter Strandabschnitt, der für die Strandszenen im Film Local Hero als Drehort diente.